# Касимовський район
Каси́мовський муніципа́льний райо́н — муніципальне утворення (муніципальний район) на північному сході Рязанської області Росії.
Адміністративний центр — місто Касимов, причому місто Касимов входить до самостійного муніципального утворення у складі Рязанської області — «міський округ Касимов».

## Географія
Площа району становить 2969 км². Основні річки — Ока, Гусь, Унжа, Колп.

## Історія
Територія, на якій розміщується сучасний район, після скасування поділу на волості, повіти й губернії входила до складу Центрально-промислової області, з 3 червня 1929 року область було перейменовано на Московську. Касимовський район було утворено відповідно до постанови ВЦВК «Про нову мережу районів Московської області» 1935 року. Відповідно до постанови від 26 вересня 1937 року з Московської були виділені Тульська та Рязанська області. Касимовський район увійшов до складу новоутвореної Рязанської області. З 1963 до 1965 року, під час невдалої всесоюзної реформи з поділу на сільські та промислові райони та парторганізації, відповідно до рішень листопадового (1962) пленуму ЦК КПРС «Про перебудову партійного керівництва народним господарством», Кадомський район було ліквідовано, проте у цей час існував територіально більший Касимовський сільський район Рязанської області.

## Територіальний устрій
На території муніципального району в результаті муніципальної реформи утворено 25 муніципальних утворень — 4 міських поселення та 21 сільське:
1. Гусевське міське поселення, найбільший населений пункт — р.с. Гусь-Желєзний
2. Єлатомське міське поселення, найбільший населений пункт — р.с. Єлатьма;
3. Лашманське міське поселення, найбільший населений пункт — р.с. Лашма;
4. Синтульське міське поселення, найбільший населений пункт — р.с. Синтул;
5. Ардаб'євське сільське поселення, адміністративний центр в с. Ардаб'єво;
6. Ахматовське сільське поселення, адміністративний центр в с. Ахматово;
7. Балушево-Починковське сільське поселення, адміністративний центр в с. Балушеви-Починки;
8. Булгаковське сільське поселення, адміністративний центр в с. Булгаково;
9. Гіблицьке сільське поселення, адміністративний центр в с. Гіблиці;
10. Дмитрієвське сільське поселення, адміністративний центр в с. Дмитрієво;
11. Єрмоловське сільське поселення, адміністративний центр в с. Єрмолово;
12. Ібердуське сільське поселення, адміністративний центр в с. Ібердус;
13. Кітовське сільське поселення, адміністративний центр в с. Кітово;
14. Клетинське сільське поселення, адміністративний центр в с. Клетино;
15. Которовське сільське поселення, адміністративний центр в с. Которово;
16. Крутоярське сільське поселення, адміністративний центр в с. Крутоярський;
17. Лощининське сільське поселення, адміністративний центр в с. Лощинино;
18. Новодеревенське сільське поселення, адміністративний центр в с. Новая Дєрєвня;
19. Овчинніковське сільське поселення, адміністративний центр в с. Овчинніково;
20. Первинське сільське поселення, адміністративний центр в с. Перво;
21. Погостинське сільське поселення, адміністративний центр в с. Погост;
22. Савостьяновське сільське поселення, адміністративний центр в с. Савостьяново;
23. Токаревське сільське поселення, адміністративний центр в с. Токарево;
24. Торбаєвське сільське поселення, адміністративний центр в с. Торбаєво;
25. Шостьєнське сільське поселення, адміністративний центр в с. Шостьє;

## Населення
Населення району становить 29 606 чоловік (2010), в тому числі у міських умовах проживають 8 929 чоловік. Разом налічується 208 населених пунктів.
Адміністративний центр району — Касимов — з населенням 33 494 чоловік (2010) є самостійним муніципальним утворенням у складі Рязанської області та до складу району не входить.

## Економіка
Найбільшими підприємствами району є ВАТ «Єлатомський маслосирзавод» і ВАТ «Єлатомський приладовий завод» (виготовлення медичної апаратури). В районі 49 фермерських господарств і 19 сільськогосподарських підприємств.

### Транспорт
Через район проходять залізниця «Москва — Шилово — Касимов», автомобільні шляхи «Москва — Єгорьєвск — Тума — Касимов», «Ряжськ — Касимов — Муром — Павлово — Нижній Новгород», «Шацьк — Касимов».

## Пам'ятки
У більшості населених пунктів є своя церква. В Гусі Желєзному розміщується великий храм.

## Видатні постаті

### Відомі уродженці
- Валерій Авдєєв (1948–2003), поет, прозаїк, член Союзу письменників СРСР.
- Олександр Авінов (1786–1854) — навколосвітній мореплавець, дослідник берегів Аляски, начальник Чорноморського флоту, член Адміралтейств-ради.
- Валентин Агафонов (1925–1945) — гвардії старший сержант, навідник гармати танка Т-34 47-ї гвардійської танкової бригади, Герой Радянського Союзу (одна з вулиць Касимова носить його ім'я).
- Володимир Аксенов (1935) — льотчик-космонавт СРСР, двічі Герой Радянського Союзу (1976, 1980).
- Веніамін Альбетков (1917–1984) , Герой Радянського Союзу.
- Степан Ванін (1891–1951), видатний фітопатолог і деревинознавець. Засновник лісової фітопатології — науки, що виникла в СРР. Автор понад 130 наукових праць.
- Андрій Варюхін (1900–1987), полковник, командир 47-го стрілецького полку, Герой Радянського Союзу.
- Дмитро Воєводін (1902–1944), рядовий, сапер 180-го окремого саперного батальйону, Герой Радянського Союзу.
- Олексій Волков (1890–1942) — радянський державний та партійний працівник. 1937 року — 2-й секретар Московського міського комітету ВКП(б). У 1937-38 роках — в. о. 1-го секретаря ЦК КП(б) Білорусі. З жовтня 1938 до лютого 1940 року — 1-й секретар міського комітету ВКП(б) м. Чебоксари.
- Анна Ганзен (1869–1942), перекладачка Андерсена та Ібсена
- Леонід Граве (1839–1891), поет, перекладач.
- Микола Грибков (1908–1989), капітан, командир батальйону 459-го стрілецького полку, Герой Радянського Союзу.
- ТетянаЄгорова (1879–1937) — свята Російської православної церкви, долучена до числа святих як мучениця 2000 року.
- Федір Єфремов (1918), гвардії сержант, парторг, командир відділення 92-го гвардійського окремого саперного батальйону, Герой Радянського Союзу.
- Вадим Зубарєв (1933–1996), поет, член Союзу письменників СРСР
- Олексій Калмиков (1921–1981), капітан, командир дивізіону 118-го артилерійського полку, Герой Радянського Союзу.
- Володимир Клевезаль (1835 - після 1901) генерал-лейтенант, командир 1 батальйону лейб-гвардії Ізмайловського полку та 36-го піхотного Орловського полку, учасник  придушення повстання в Польщі 1863 року та  Російсько-турецької війни 1877- 1878 років, мемуарист. Генерал Клевезаль мав відзнаку за XL років бездоганну службу (1898 рік) і був нагороджений багатьма вітчизняними та іноземними орденами.
- Марія Кисельова (уроджена Абракова) (1925), прозаїк, поет
- Сергій Кишкін (1909–1993), голова РНГ Білоруської РСР, заступник голови Ради міністрів Білоруської РСР.
- Сергій Комаров (1922–1996), лейтенант, льотчик 16-го окремого авіаційного полку далекої розвідки, Герой Радянського Союзу.
- Федір Крилов (1915–1977), старшина, парторг роти 536-го стрілецького полку, Герой Радянського Союзу.
- Леонід Малюгін (1909–1968), письменник-драматург. Лауреат Державної премії СРСР. Його ім'ям 1976 року було названо Касимовську центральну районну бібліотеку.
- Олександр Нікітін (1912–1986) — лейтенант, командир роти 230-го танкового полку, Герой Радянського Союзу.
- Олександр Оленін (1865–1944), композитор, заслужений діяч мистецтв РРФСР. Автор опери «Кудяер».
- Олексій Петропавлов (1924–1974), командир роти 520-го стрілецького полку, Герой Радянського Союзу.
- Олександр Поклікушкін (1913–1945), капітан, заступник командира ескадрильї 74-го гвардійського авіаційного полку, Герой Радянського Союзу.
- Володимир Рубченков (1922–1977), молодший лейтенант, Комсорг стрілецького батальйону 1263-го стрілецького полку 381-ї стрілецької дивізії, Герой Радянського Союзу.
- Катерина Рябова (1921–1974), лейтенант, штурман ескадрильї 46-го гвардійського авіаційного полку нічних бомбардувальників, Герой Радянського Союзу.
- Володимир Семенов (1923), поет, член Союзу письменників СРСР
- Микола Соколов (1923–1984), сержант, командир відділення 1118-го стрілецького полку 333-ї стрілецької дивізії, Герой Радянського Союзу.
- Микола Соколов (1896–1940) — радянський державний діяч, голова правління Держбанку СРСР.
- Дмитро Тарасов (1919–1989), старший лейтенант, командир ланки 6-го окремого гвардійського штурмового авіаційного полку 3-ї повітряної армії, Герой Радянського Союзу.
- Іван Тумаков (1918–1993), живописець, член Союзу художників СРСР.
- Федір Фортінський (1846–1902), ректор Імператорського університету святого Володимира в Києві.
- Андрій Цаплін (1923–1944), рядовий, бронебійник роти протитанкових рушниць 310-го стрілецького полку 8-ї стрілецької дивізії, Герой Радянського Союзу.
- Олексій Чубаров (1913–1964), лейтенант, командир стрілецької роти 1-го стрілецького полку 99-ї стрілецької дивізії, Герой Радянського Союзу.
- Борис Шишаєв (1946), поет, прозаїк, член Союзу письменників СРСР.
- Матвій Штрякін (1915–1990), лейтенант, командир ланки 810-го штурмового авіаційного полку 225-ї штурмової авіаційної дивізії, Герой Радянського Союзу.
- Антон Щербаков (1908–1978), прозаїк.